# Old Monroe
Old Monroe è un comune degli Stati Uniti d'America, situato nello Stato del Missouri, nella contea di Lincoln.